# نهر شاناي تيمبيشكا
نهر شاناي - تيمبيشكا (بالإنجليزية: Shanay-Timpishka)‏ يُعرف أيضًا باسم La Bomba أي القنبلة، هو أحد روافد نهر الأمازون، يوصف بكونه «النهر المغلي الوحيد في العالم». يبلغ طوله حوالي 6.4 كم ويشتهر بارتفاع درجة حرارة مياهه، تتراوح ما بين 45 إلى ما يقرب من 100 درجة مئوية. يُترجم معنى الاسم المحلي إلى «مغلي بحرارة الشمس»، الإ أن مصدر الحرارة في الواقع هو باطن الأرض، يقع النهر في منطقة مزار الاستشفاء المعروف باسم مایانتویاکو [الإنجليزية]، الذي يعتبر جزءًا من الغابات العالية في هانوكو، البيرو، ويسكن في المنطقة مجتمع الأشانينكا [الإنجليزية].

## التفسير العلمي
قام عالم الطاقة الحرارية الأرضية أندريس روسو بالتحقيق في مصدر هذه الحرارة، والتي كان قد سمع بها من جده عندما كان طفلًا صغيرًا. فالنهر يٌحافظ على درجة حرارته العالية على الرغم من عدم قُربه من أية براكين نشطة معروفة أو أية فتحات حرارية أرضية، والتي عادة ما تمدّ المياه الجوفية بالطاقة الحرارية الأرضية. وصفت ناشيونال جيوغرافيك الظاهرة بأنها طبيعية بالكامل، فهي غير بركانية لكنها ذات حرارة جوفية تتدفق بمعدلات عالية بشكل غير طبيعي. النظرية السائدة حاليًا حول مصدر هذه الحرارة أنها ناتجة بفعل التدرج الحراري الأرضي للأرض، فعندما تكون المياه الجوفية قريبة من وشاح الأرض، تميل لكونها ذات درجة حرارة أعلى من المياه السطحية.
وتقول النظرية، أن مياه الأمطار تسقط على سطح غابات الأمازون المطيرة لتنتقل بعد ذلك عبر الصدوع ذات الجذور العميقة إلى عمق القشرة الأرضية. وهناك يجري تسخينها بفعل حرارة باطن الأرض. ومن المحتمل بعد ذلك أن تنتقل عبر الصدوع إلى سطح الأرض وتخرج من خلال الينابيع الساخنة، التي يظهر كأنها تعمل على تسخين النهر على طول امتداده.

## التهديدات
يتهدد منطقة شاناي تيمبيشكا خطر إزالة الغابات، ووفقًا لناشونال جيوجرافيك، فإن السكان الأصليين هم في الواقع من يقوم بمعظم عمليات الإزالة حول المنطقة (ما نسبته 99% من عمليات الإزالة) حيث يقوم السكان المحليون بقطع الأشجار الكبيرة والأكثر تكلفة، ثم يعمدون إلى إزالة الباقي حرقًا. يُذكر أن شركة محلية للنفط والغاز تدعى Maple Energy قامت بالفعل بالعمل على حماية بعض الأدغال حول المنطقة.